# トッレ・ダレーゼ
トッレ・ダレーゼ（伊: Torre d'Arese）は、イタリア共和国ロンバルディア州パヴィーア県にある、人口約900人の基礎自治体（コムーネ）。

## 地理

### 位置・広がり

#### 隣接コムーネ
隣接するコムーネは以下の通り。括弧内のLOはローディ県所属を示す。
- マゲルノ
- マルツァーノ
- ヴァレーラ・フラッタ (LO)
- ヴィッランテーリオ
- ヴィスタリーノ

### 気候分類・地震分類
気候分類では、zona E, 2628 GGに分類される。
また、イタリアの地震リスク階級 (it) では、zona 3 (sismicità bassa) に分類される
。

## 行政

### 分離集落
トッレ・ダレーゼには、以下の分離集落（フラツィオーネ）がある。
- Cascina Maggiore, Torre Sopra, Castellazzo, Lambrino, Morivione, Montecatini